# 6881 Shifutsu
6881 Shifutsu eller 1994 UP är en asteroid i huvudbältet som upptäcktes den 31 oktober 1994 av den japanska astronomen Takao Kobayashi vid Ōizumi-observatoriet. Den är uppkallad efter Shibutsu berget i Japan.
Asteroiden har en diameter på ungefär 6 kilometer och den tillhör asteroidgruppen Koronis.